# Дві піци

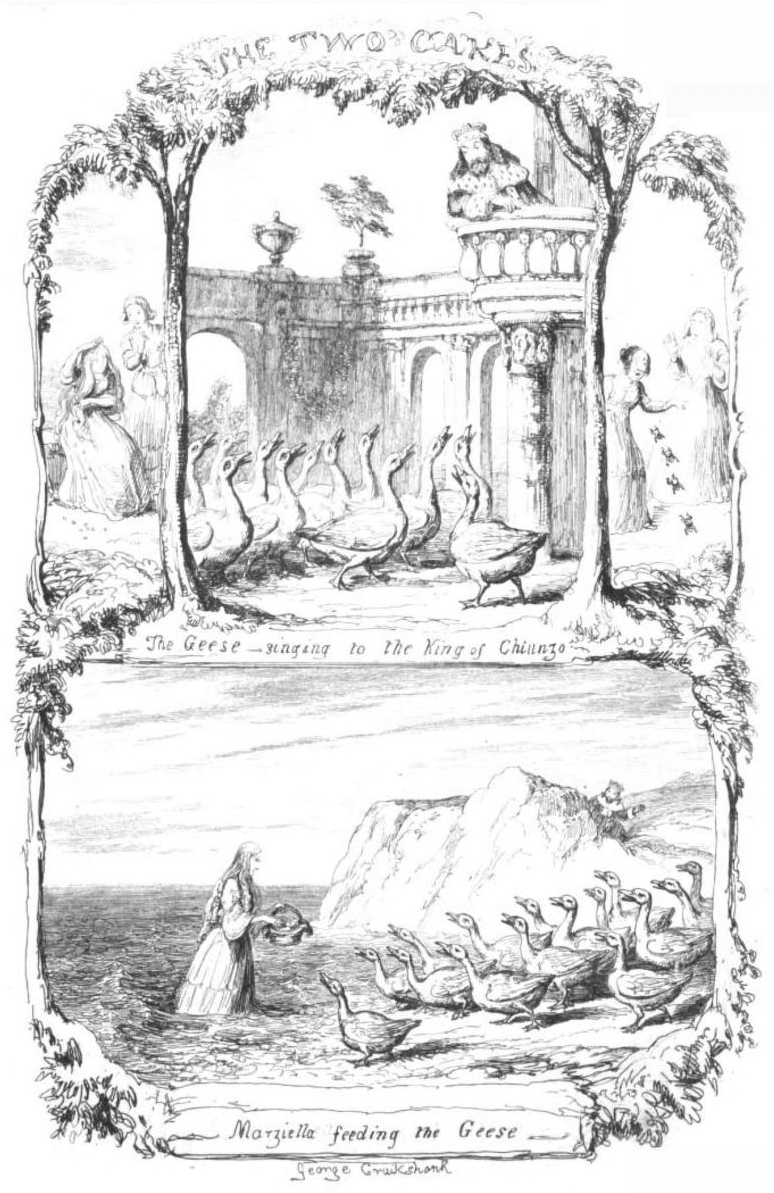
Ілюстрація Джорджа Крукшенка, 1850 рік

«Дві піци» (неаполітанський оригінал: Le doie pizzelle) — казка (АТУ 480, 403), що міститься у збірці Джамбаттіста Базіле «Пентамерон» як сьоме оповідання про четвертий день (IV,7).

## Сюжет
У Луцети є добра дочка на ім'я Марцієлла, у її сестри Трокколи є зла, Пуччія. Луцета відправляє Марцієллу по воду до колодязя і дає їй свіжу піцу, яку вона віддає жебрачці. У нагороду вранці з її волосся випадають перли. Коли Троккола це бачить, вона посилає туди і Пуччію. Вона веде себеогидно, сама з'їдає піцу. Як наслідок, у її волоссі з'являються воші. Брат Луцети вихваляє красу Марцієлли перед королем, який хоче її побачити. Троккола також бере з собою Пуччію і по дорозі викидає Марцієллу в море. Її рятує сирена. Але король проганяє Пуччію, і а брата карає тим, що змушує доглядати за гусьми, про яких він ледве дбає, нарікаючи на свою долю на самоті. Марцієлла виходить з моря і годує гусей, які несуть її до короля. Тоді він захоплюється її красою, звільняє її з полону сирени і одружується з нею. Трокколу спалюють.

## Зауваження
Сюжет порівнюють з творами, що подані у викладі Базіле («Три феї», III,10) та Страпароли Б'янкабелли («Чудові ночі», III,3). Такі казки, можливо, походять від євангельської притчі про мудрих і нерозумних дів (Мт 25:1). Рудольф Шенда також порівнює замітку Пітре/Шенда/Зенна «Матір Божа на Сицилії» («Мамедра в сицилійських казках», № 4, «Про сестру Мунтіфіурі» та «Про Кваддаруні та його сестру» в «Сицилійських казках» Ґонзенбаха, № 33, 34, «Чичіруні» у «Пітре» Фіабе, «Популярних сицилійських романах та оповіданнях», № 60, «Ораджо та Б'янкінетта» в «Новелі» Імбріані, № 25, Кальвіно № 95 з нотами та 47 сучасних варіантів у Чірезе / Серафіні «Неоспіваних усних традиціях».
Твір порівнюють з пізнішими творами: «Фея» Перро, «Казками братів Грімм», особливо № 13 «Троє лісових чоловічків» та № 135 «Біла і чорна наречена». Згадані казки та № 24 «Пані Метелиця» та № 89 «Принцеса-гусівниця» вказують на текст Базіле з матір'ю з потойбіччя та пастухом гусей в окремих мотивах. Інші твори Грімма подібного типу — № 169 «Лісовий будинок» і № 201 «Святий Йосиф у лісі».
Вальтер Шерф помічає відсутність батька і досить безпорадну вірність брата; молода жінка змушена розвивати свої сили в морі. Такі добрі стосунки між донькою та матір'ю далеко не найкращі.

## Веб-посилання
- Дві піци по-італійськи
- Gutenberg-DE: Два торти в німецькому перекладі (за Феліксом Лібрехтом)
- Märchenlexikon.de на AaTh 533
- Märchenatlas.de на The Two Cakes
- Державні мистецькі колекції Дрездена: Картини Йозефа Гегенбарта для «Двох тортів» : ,
- Два торти у віршах Лаури Боброу
- The Two Cakes read in English (13:51) (LibriVox)